# Powstanie w Kresnie w Macedonii
Powstanie w Kresnie w Macedonii 1878.
W roku 1878 Turcy wyparci z Bośni i Hercegowiny przeszli do Macedonii, gdzie kontynuowali politykę grabieży i gwałtów. W odpowiedzi na to ludność z okręgu Kresna wszczęła zamieszki, atakując turecki garnizon w Bansku, który zmuszony został do opuszczenia miasta. Po tym sukcesie powstanie rozszerzyło się na inne miejscowości położone na południe od Kresny. Na czele powstania stanął oficer rosyjski Adam Iwanowicz Kałmykow. Powstańcy odnieśli szereg sukcesów oswobadzając ponad 40 wsi i zmuszając do ucieczki ludność turecką. W roku 1879 po wycofaniu się rządu rosyjskiego ze wspierania ruchu czetnickiego, powstanie wygasło.